# Postumus

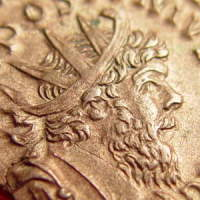
Postumus

Postumus (Marcus Cassianus Latinius Postumus), död 269 e.Kr., var en romersk fältherre, och romersk kejsare från 259 eller möjligen 260.
När Gallienus tog itu med problem i de östra delarna av imperiet fick hans då omyndiga son Saloninus och militära befälhavare som Postumus försvara Rhenländerna. Mitt i det kaos som rådde när alemanner och franker invaderade dessa, utropade Postumus sig själv till kejsare. Därefter intog Postumus Colonia Agrippina (numera Köln), där Silvanus hade förenat sig med Saloninus. Efter att ha brutit igenom murarna lät han döda Silvanus och Saloninus. Senare lät han uppföra en triumfbåge till minne av denna seger. Postumus erkändes som kejsare i Gallien, Spanien, Tyskland och Britannien. Hans utbrytarrike fick sitt säte i Colonia Agrippina, komplett med senatorer, konsuler och praetorisk vakt. Efter att framgångsrikt ha försvarat sitt rike mot germanerna benämnde han sig Galliens återupprättare på en del av sina mynt. Dessa mynt var skickligare gjorda och innehöll mer värdefulla metaller än Gallienus mynt.
År 263 startade Gallienus ett fälttåg mot Postumus. Efter en inledande seger blev Gallienus allvarligt sårad och tvingades återvända hem. Därefter var Gallienus upptagen med kriser i andra delar av imperiet och fick inte tillfälle att ytterligare utmana Postumus.
Under 269 revolterade Laelianus mot Postumus och utropade sig kejsare över Moguntiacum (Mainz). Då Postumus intagit staden och dödat Laelianus mördade hans trupper honom i ett uppror, sedan han hindrat dem från att plundra staden. Marcus Aurelius Marius som ledde upproret utropade sig därefter till kejsare.